# Parrina rosso riserva
Il Parrina rosso riserva è un vino DOC la cui produzione è consentita nella provincia di Grosseto.

## Caratteristiche organolettiche
- colore: rosso rubino tendente al granato.
- odore: profumo intenso, bouquet pieno e complesso.
- sapore: asciutto, austero, notevole carattere.

## Produzione
Provincia, stagione, volume in ettolitri
- Grosseto  (1991/92)  140,0
- Grosseto  (1993/94)  315,0